# TMHC Tilburg
Tilburg Mixed Hockey Club (opgericht 2 oktober 1925) was een hockeyclub uit Tilburg. De heren van Tilburg zijn twee keer landskampioen geworden, in 1960 en in 1970.
In 2011 fuseerde Tilburg met Forward; de fusieclub ging vanaf het seizoen 2011-2012 verder als HC Tilburg.
De heren kwamen voor de fusie uit in de Hoofdklasse, maar degradeerden en de dames kwamen uit in de Eerste klasse.

## Palmares
- Landskampioen:

1960, 1970 

Een van de leden van het laatste kampioensteam was meervoudig international Bart Taminiau.

## Externe link

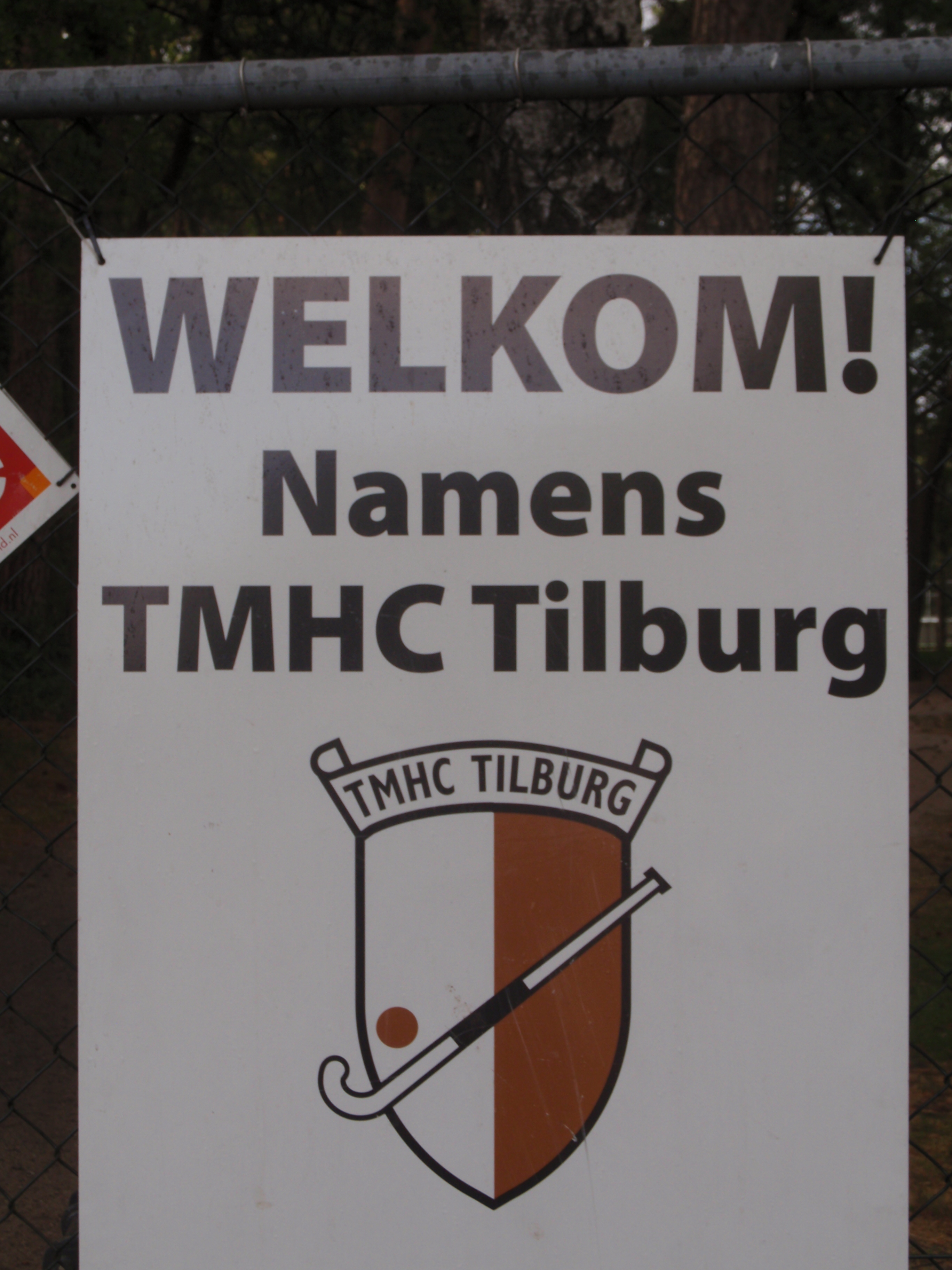
Logo bij de ingang (2011)
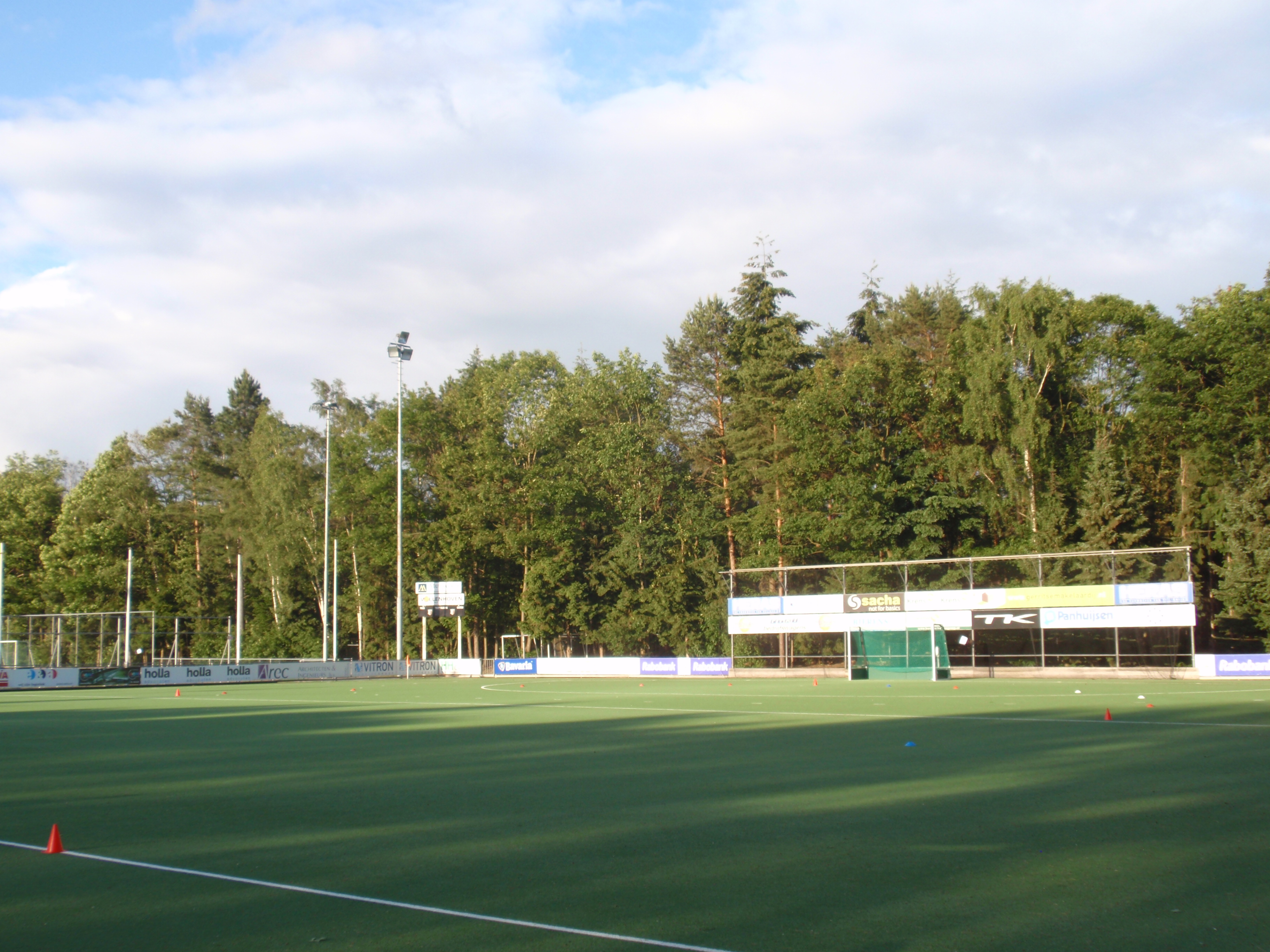
Hoofdveld met trainingsattributen (2011)
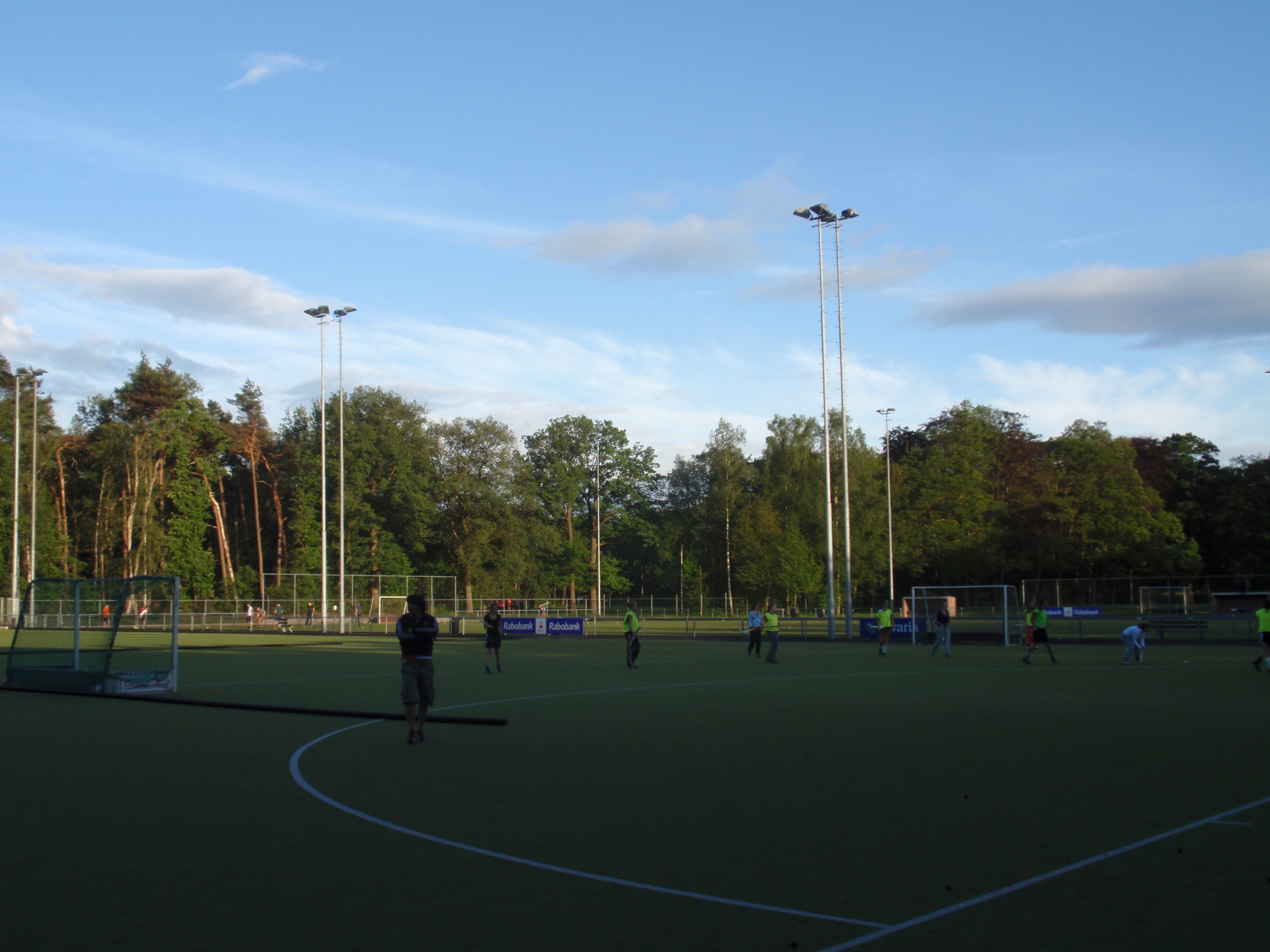
Training meisjes (2011)